# Hermann Jöckel (Politiker)
Hermann Karl Bernhard Jöckel (* 23. März 1835 in Altenschlirf; † 29. Dezember 1927 in Friedberg) war ein hessischer Jurist und Politiker (NLP) und Abgeordneter der 2. Kammer der Landstände des Großherzogtums Hessen.
Hermann Jöckel war der Sohn des Akturiatsgehilfen Jakob Jöckel (1803–1878) und dessen Ehefrau Luise, geborene Franke (1800–1862). Jöckel, der evangelischen Glaubens war, heiratete am 10. Mai 1864 in Darmstadt Amalie Wilhelmine Charlotte Johannette geborene Ebenau (1839–1903).
Jöckel studierte Rechtswissenschaften und wurde Gerichtsakzessist in Altenschlirf. 1866 wurde er Hofgerichtsadvokat und -prokurator am Hofgericht Gießen. Ab 1880 war er Rechtsanwalt am Landgericht Gießen und wurde 1895 zum Justizrat ernannt. 1900 wurde er Notar in Friedberg, wo er 1902 zum geheimen Justizrat ernannt wurde.
Von 1875 bis 1881 und erneut 1883 bis 1902 gehörte er der Zweiten Kammer der Landstände an. Er wurde für den Wahlbezirk Oberhessen 12/Nidda-Ortenberg und dann für den Wahlbezirk der Stadt Friedberg gewählt.